# مجموعة الاتصال الدولية لحوض نهر مانو
مجموعة الاتصال الدولية لحوض نهر مانو هي منظمة دولية جامعة تم إنشاؤها لتنسيق الوضع في ليبيريا. 
وهي خليفة مجموعة الاتصال الدولية بشأن ليبيريا، مع صلاحيات موسعة للتعامل مع منطقة حوض نهر مانو بأكملها.